# Baudo (Motorradhersteller)
Officine Meccaniche Baudo war ein italienischer Motorradhersteller mit Sitz in Turin. Die Marke bestand von 1921 bis in die frühen 1930er-Jahre. Gründer des Unternehmens war der italienische Konstrukteur Antonio Baudo.

## Geschichte
Das Unternehmen wurden 1921 von Antonio Baudo in Turin gegründet. Bereits im Gründungsjahr stellte es mehrere Motorräder mit Viertaktmotoren vor. Das erste Modell hatte  einen luftgekühlten Zweizylinder-V-Motor mit 474 cm³ Hubraum und hängenden Ventilen sowie ein Dreiganggetriebe.
Ein zweites Modell hatte einen Zweizylindermotor mit 668 cm³ und ein drittes Modell einen Zweizylinder-V-Motor mit 1000 cm³ Hubraum von  J.A.P.
Im Jahr 1923 begann Baudo mit der Serienfertigung. Ab 1925 wurden zwei neue Modelle angeboten, ein 250-cm³- und ein 350-cm³-Modell mit Einzylindermotoren von Blackburne oder J.A.P. mit hängenden Ventile. Zudem entstand ein 500-cm³-Modell mit Blackburne-Einzylindermotor und ein 1000-cm³-Modell mit J.A.P.-Zweizylindermotor. Alle Motorräder hatten ein separates Dreiganggetriebe.

## Zusammenarbeit mit Monaco
1927 entwickelte Baudo in Zusammenarbeit mit dem Techniker Augusto Monaco das Modell Monaco Baudo mit einem seitengesteuerten, senkrecht eingebauten 500-cm³-Einzylindermotor, der von Monaco im Jahr 1926 entworfen worden war.

## Übergabe an Giuseppe Navone
1929 übergab Antonio Baudo sein Unternehmen an Giuseppe Navone, der die Produktion unter dem Markennamen Baudo weiterführte. Im selben Jahr wurde ein neues Modell mit 500 cm³ und seitengesteuertem Motor präsentiert. 1930 wurde die Modellpalette reduziert und auf ein Modell mit einem 175-cm³-Motor des Schweizer Herstellers Moser konzentriert. Dieser Motor hatte hängende Ventile.
1931 brachte Navone ein weiteres Modell mit einem 350-cm³-Chaise-Motor auf den Markt. Der Rahmen bestand aus verschweißten Stahlblechpressprofilen.